# Georges Mysson
Georges Mysson (né le 10 mai 1934 à Sochaux) est un athlète français, spécialiste du 400 mètres haies.

## Biographie
Il remporte deux titres de champion de France du 400 m haies, en 1960 et 1961.
Son record personnel, établi en 1961, est de 52 s 0.

### Palmarès
- Championnats de France d'athlétisme :
  - vainqueur du 400 m haies en 1960 et 1961.

### Records
| Épreuve     | Performance | Lieu | Date |
| ----------- | ----------- | ---- | ---- |
| 400 m haies | 52 s 0      |      | 1961 |